# Parestola zapotensis
Parestola zapotensis là một loài bọ cánh cứng trong họ Cerambycidae.